# Baojun Yueye Plus
Baojun Yueye Plus – elektryczny crossover klasy miejskiej produkowany pod chińską marką Baojun od 2024 roku.

## Historia i opis modelu

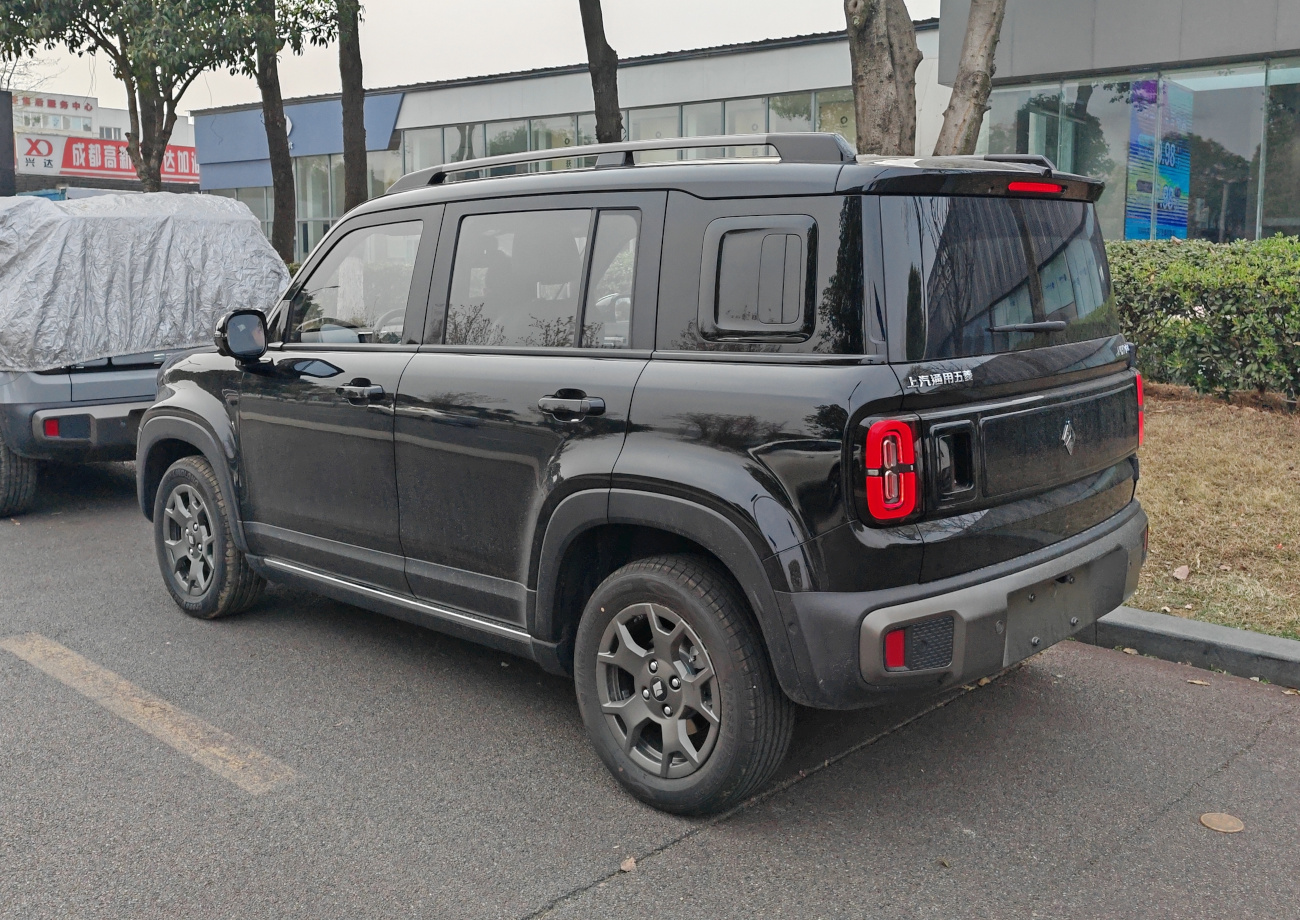
Baojun Yueye Plus - tył

W styczniu 2024 zaprezentowana została większa wariacja na temat wprowadzonego do sprzedaży rok wcześniej niewielkiego, 3-drzwiowego crossovera Baojun Yueye. Pomimo podobnych cech stylistycznych takich jak pudełkowate nadwozie czy kanciaste reflektory z motywem podwójnej kreski, Yueye Plus otrzymał nowy projekt nadwzia. Poza dodatkową parą drzwi, która przełożyła się na wydłużony rozstaw osi, samochód stał się także wyraźnie wyższy oraz szerszy. 
Niewielki crossover zyskał inne proporcje, z mniej zaakcentowanymi nadkolami, inaczej poprowadzoną linią maski czy przemodelowaną linią okien. Nie zdecydowano się też na charakterystyczny wyświetlacz na klapie bagażnika. Dach przyozdobiły relingi, z kolei za słupkiem C znalazła się nakładka w kontrastowym kolorze. 

### Sprzedaż
Baojun Yueye Plus powstał głównie z myślą o rodzimym rynku chińskim, gdzie jego sprzedaż rozpoczęła się 3 miesiące po debiucie - w kwietniu 2024 roku. Samochód trafił do dystrybucji w dwóch wariantach wyposażenia, z 93 800 juanów za najtańszą odmianę. Rok później, w marcu 2025 roku, zaprezentowana została odmiana eksportowa zbudowana z myślą o rynkach Ameryki Łacińskiej pod nazwą Chevrolet Spark EUV.

### Dane techniczne
W stosunku do pokrewnego Yueye, Baojun Yueye Plus zyskał wyraźnie mocniejszy układ napędowy. Samochód napędził 100-konny silnik elektryczny o maksymalnym momencie obrotowym 180 Nm i prędkości ograniczonej do 150 km/h. Bateria o pojemności 41,9 kWh pozwoliła na uzyskanie maksymalnego zasięgu w trybie CLTC na ok. 401 kilometrów na jednym ładowaniu.